# 第12回ニューヨーク映画批評家協会賞
第12回ニューヨーク映画批評家協会賞は、1946年の優秀な映画に贈られた賞である。12月30日に発表され、翌1947年1月9日に表彰式が開催された。

## 受賞
- 作品賞：
  - 我等の生涯の最良の年

- 主演男優賞：
  - ローレンス・オリヴィエ - ヘンリィ五世

- 主演女優賞：
  - セリア・ジョンソン - 逢びき

- 監督賞：
  - ウィリアム・ワイラー - 我等の生涯の最良の年

- 外国語映画賞：
  - 無防備都市